# Slakkenkaviaar

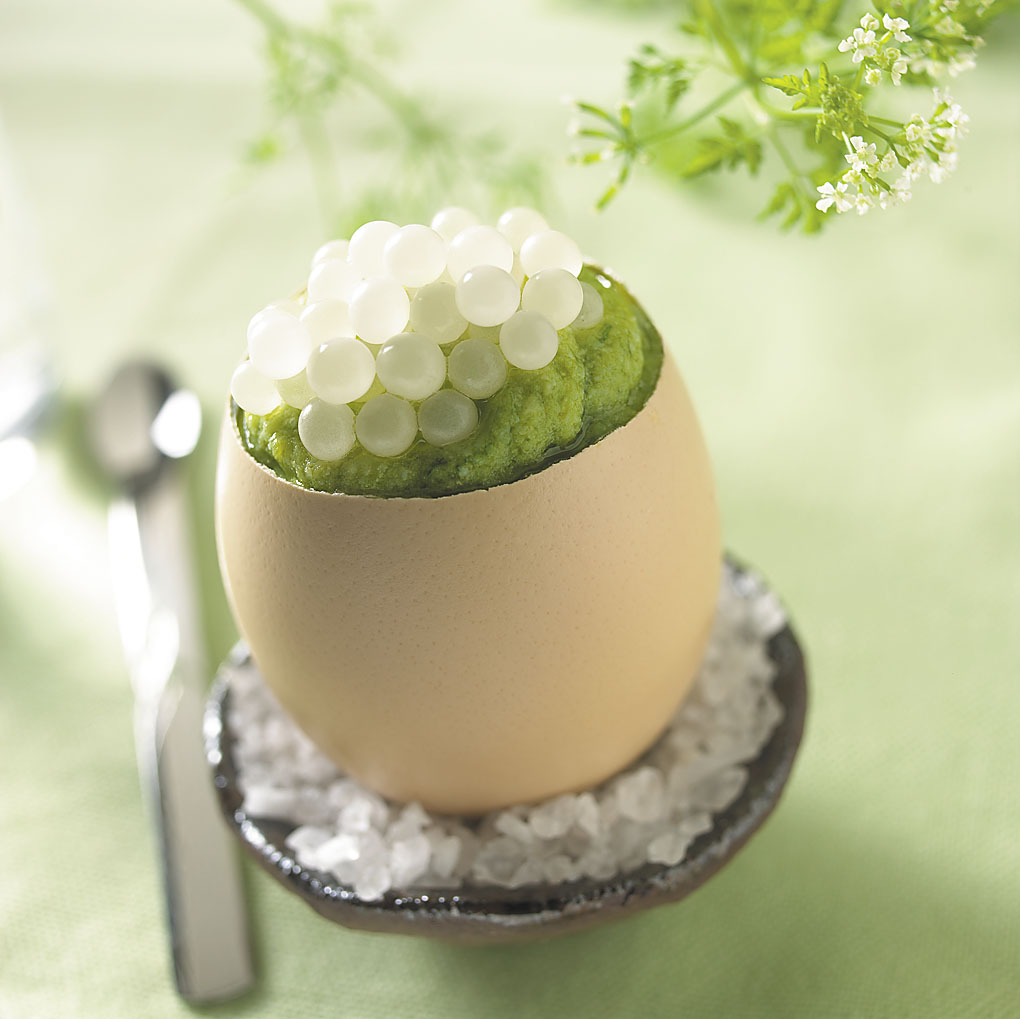
Een gerecht afgemaakt met slakkenkaviaar

Slakkenkaviaar is een gastronomische specialiteit op basis van de eieren van de landslak. Het werd reeds in de klassieke oudheid onder de naam "Parels van Afrodiet" gewaardeerd als afrodisiacum en delicatesse. Sinds de jaren 1990 wordt slakkenkaviaar onder verschillende namen ("perles d'escargot", "white caviar", etc) op de markt gebracht.
De productie van slakkenkaviaar is een kostbaar en specialistisch proces, dat slechts door enkele slakkenkwekerijen beheerst wordt. Het wordt voor zover bekend op deze kwekerijen uitsluitend als nevenactiviteit naast de productie van escargot gedaan.

## Eigenschappen
In hun natuurlijke staat zijn de eieren kleurloos. Na verwerking kan de kleur van kaviaar variëren van crèmekleurig, rozig wit tot sneeuwwit.
Slakkenkaviaar dat momenteel op de markt gebracht wordt is een product op basis van slakkeneitjes van de grote segrijnslak. De eitjes van deze slak zijn kleine witte bolletjes met een diameter van 3–4 mm en 30 tot 40 mg per stuk. Eén gemiddelde leg bevat tussen de 80 en 120 eieren en weegt ca. 4-5 gram.
De smaak van slakkenkaviaar wordt beschreven als zijnde die van "gebakken asperges", "gebakken paddenstoelen" tot het hebben van een "vleugje van houtachtige noten en aarde." Of poëtischer: "Zoals het kaviaar van de beloega naar zee smaakt, is het witte kaviaar [slakkeneitjes] een reis door de bergen en herfstbladeren".
Rauwe slakkeneieren hebben een gladde schaal die delicaat en breekbaar is. Het zou knapperiger zijn dan kaviaar van vissen, maar dit hangt af van het aantal dagen tussen de leg en de oogst, welke varieert van een tot zeven dagen.

## Productie
De opbrengst van slakkeneieren is klein in vergelijking met de productie van viseieren. Ter vergelijking, de grote segrijnslak legt gewoonlijk ongeveer vier gram aan eieren per jaar, terwijl een steur tot 18 kg kan produceren.
Om een kilo eetbare slakkenkaviaar te produceren, moeten gemiddeld 260.000 eieren worden geoogst. Zorgvuldig sorteren is nodig om een hygiënisch en visueel aantrekkelijk product te verkrijgen. Verliezen treden daarom onvermijdelijk op tijdens het sorteren.

### Eierleg en oogst

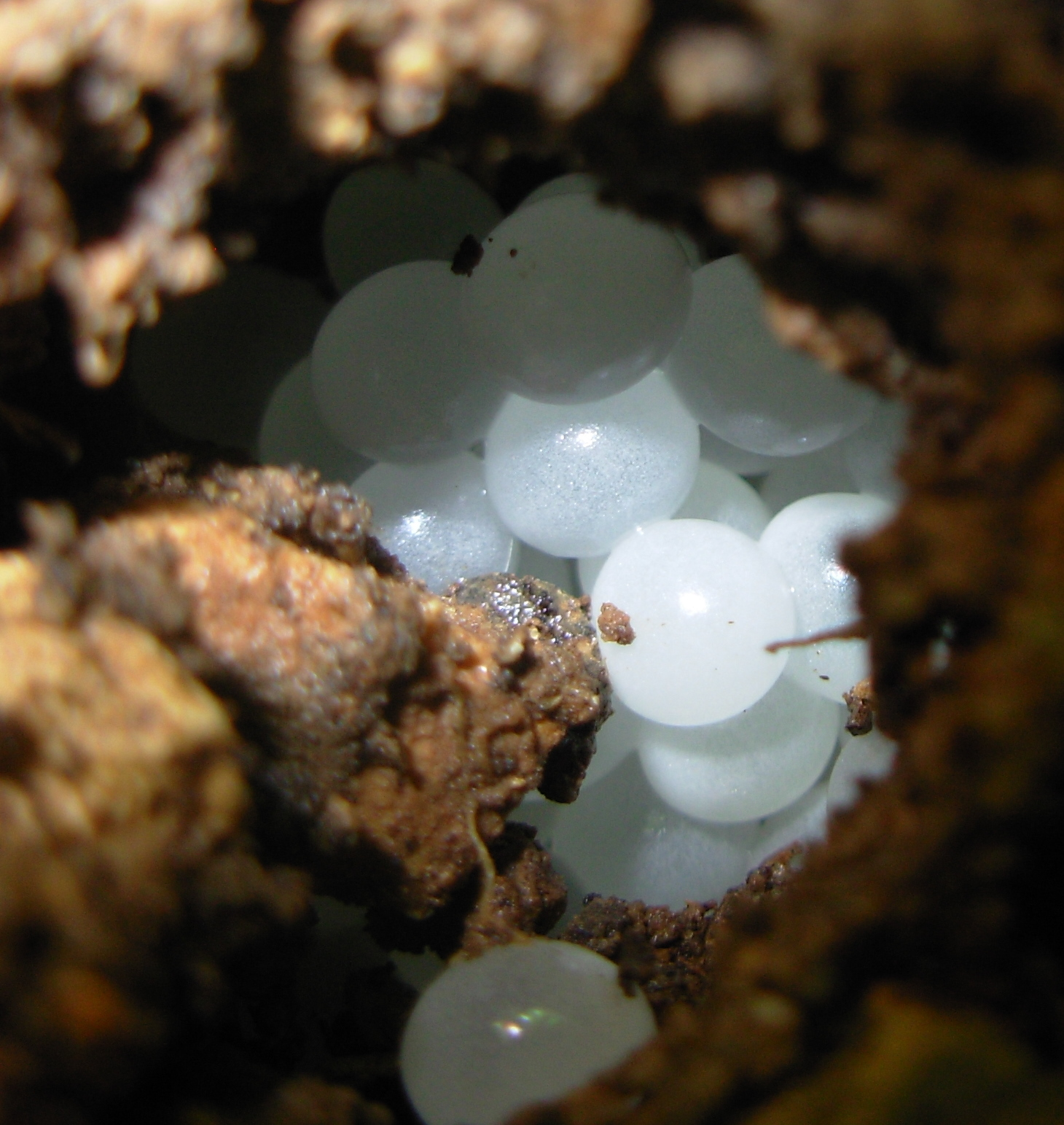
De eitjes wanneer ze direct in de grond gelegd worden.

De grootste eierproductie vindt plaats gedurende de twee maanden nadat de slakken uit hun winterslaap komen, aangenomen dat ze voldoende gevoed worden en de gunstige omstandigheden van een milde lente worden aangehouden. Voor maximale productiviteit plaatst de slakkenkweker de slakken dan ook in geklimatiseerde kweekruimtes met kunstmatige besproeiing en verlichting om de langer wordende lentedagen na te bootsen.
Voor een eenvoudige oogst van de eieren zijn meerdere methoden. Deze methoden bevatten in de meeste gevallen bakken met turf en zand of anorganisch substraat, materialen die een gunstige vochtigheid voor de eitjes kunnen behouden, en die tevens makkelijk te verwijderen zijn bij de oogst. De meest eenvoudige oogst wordt echter verkregen door het plaatsen van een plaat op deze bakken met gaten waar de slak net doorheen past: wanneer de slak in het gat zit waant het zich al in de grond en legt het de eitjes op het substraat in plaats van erin.
Het tijdstip van de oogst kan variëren. Er kan gekozen worden voor de oogst tien dagen na de leg, omdat de eitjes dan krokant zijn. De eitjes worden met lepel uit de bakken gehaald en voorzichtig op een fijne zeef gewassen ter verwijdering van eventueel achtergebleven vuil. De eitjes worden daarna in een steriele ruimte met pincet en vergrootglas een voor een gesorteerd.

### Conservering
Voor een langere houdbaarheid van de eitjes zijn twee conserveringsmethoden. De eerste methode is pasteuriseren. De houdbaarheid van slakkenkaviaar kan dan ongeopend in de koelkast 8-10 maanden bewaard worden. Eenmaal geopend, moet het product binnen zeven dagen geconsumeerd worden. Pasteurisatie is echter een gevoelig proces, omdat het de smaak van slakkenkaviaar aantast.
De andere methode is het plaatsen van de eitjes in een lichte zoutoplossing. Dit kan echter slechts met oudere eitjes gedaan worden die iets verder uitgehard zijn, maar wat toch ook weer afbreuk doet aan de uiterst fijne smaak van het oorspronkelijke product: de interne gelatineachtige consistentie en het zeer dunne tweede membraan vormen geen barrière voor het zout, welke het oorspronkelijke smaak teniet kan doen. Om de oorspronkelijke smaak zo goed mogelijk te behouden is het daarom van belang om het zoutgehalte onder controle gehouden wordt. Het gaat hierbij om slechts enkele grammen zout per kilo product. Het product in zoutoplossing wordt dan onder vacuüm in potten opgeslagen wordt op een temperatuur van ca. 4 °C. De houdbaarheid is dan vier maanden. Het voordeel van inzouten ten opzichte van het pasteuriseren is dat het mogelijk maakt slakkenkaviaar te verkrijgen die mals en vers is, en in zijn meest pure vorm met exclusieve gerechten gepresenteerd kan worden.
Natuurlijke aroma's zoals kruiden kunnen worden toegevoegd in de conserveringsproces, maar ook dat gaat ten koste van de oorspronkelijke smaak.

## Consumptie
Slakkenkaviaar kan gewoon worden gegeten, met een lepel, vergezeld van een beetje verse room, met of zonder toast. Net als ander kaviaar kan hij geserveerd worden als decoratie op toast, en vergezeld worden van zure room en champagne. Hij kan ook in soepen worden geserveerd.

## Markt
In de jaren 1980 kwamen de eerste gepasteuriseerde en gearomatiseerde slakkenkaviaar in bokaaltjes als perles d'escargot ("slakkenparels") op de markt. Het product had toen maar weinig succes, omdat pasteurisatie de smaak van de eieren verpestte en de kaviaar soms geknars tussen de tanden veroorzaakte.
Sindsdien kwam ook slakkenkaviaar in zoutoplossing op de markt. Er zijn producten die 100% natuurlijk zijn en producten met verschillende aroma's en conserveringsmiddelen.

#### Marktwaarde
Het is niet de schaarste, maar het trage, technische en arbeidsintensieve productieproces die het product relatief duur maakt: In 1987 zou slakkenkaviaar een waarde hebben van 1.400 dollar per kilo, hetgeen vergelijkbaar was met de waarde van de kaviaar van de beloega. In 2007 gingen potjes van 50 gram voor 1000 euro per kilo over de bank. In 2015 was de prijs verder gestegen naar ruim 1.800 euro per kilo.
Het puurste en laagst geprijsde product wordt rechtstreeks van de kwekers verkregen, maar dan is de houdbaarheid ook het kortst.